# Burzykowo (jezioro)
Burzykowo (hist. Borzykowo) – niewielkie jezioro wytopiskowe, śródleśno-bagienne w woj. wielkopolskim, w powiecie międzychodzkim, w środkowej części gminy Kwilcz, w obrębie sołectwa Kwilcz.

## Hydronimia
Według urzędowego spisu opracowanego przez Komisję Nazw Miejscowości i Obiektów Fizjograficznych (KNMiOF) nazwa tego jeziora to Burzykowo. Natomiast w źródłach historycznych przewija się także nazwa Borzykowo. Kornaszewski w połowie XX wieku, określił jezioro natomiast jako Borzykowskie lub Burzykowskie (K 3, 542; Kornaszewski Nazwy 225).

## Historia
W 1627 roku jezioro zostało wspomniane jako Borzykowo, 7-hektarowy zbiornik wodny, położony 13 km na południe od Sierakowa oraz 2 km na południe od centrum Kwilcza.
To właśnie w tym roku przy podziale Kwilcza między braci, Piotra i Jana Kwileckich, niektóre jeziora, w tym Borzykowo, przeznaczono do wspólnego użytku.
W wieku XVIII i XIX jezioro znane było już pod obecnie obowiązującą nazwą Burzykowo. Zbiornik zidentyfikował wówczas Kornaszewski na podstawie planu z 1831 r.

## Dane morfometryczne
Powierzchnia zwierciadła wody według różnych źródeł wynosi od 3,6 ha do 9,26 ha. Słownik historyczno-geograficzny ziem polskich w Średniowieczu ocenia zaś powierzchnię zbiornika na około 7 ha.